# Hidoussa
Hidoussa est une commune de la wilaya de Batna en Algérie, connue pour les moulins à eau[Lesquels ?] de R'Haouet, localité qui lui est rattachée administrativement. Hidoussa est la proue occidentale du massif du Belezma et de la tribu des Ouled Chellih. 

## Géographie

### Situation
Le territoire de la commune de Hidoussa est situé au centre de la wilaya de Batna.
| Taxlent    | Merouana  | Oued El Ma  |
| Ouled Aouf | Hidoussa  | Oued Chaaba |
| Ouled Aouf | Aïn Touta | Oued Chaaba |

### Localités de la commune
La commune de Hidoussa est composée de sept localités :
- Béni Makhlouf
- Dechret Adhefi
- Nafla
- R'Haouet
- Tadaght Bouyzène
- Tafrent
- Tzourit